# 사회민주자유당
사회민주자유당(Social Democratic Liberal Party), 약칭 소델파(SODELPA)는 피지의 기독교주의 정당이다. 해산당한 통일피지당의 후신으로서 2013년 1월  창당되었다. 현재 당대표는 시티베니 라부카, 당총재는 라투 나이카마 랄라발라부, 서기장은 아디 리티아 비오니바라비다.